# Kazymyr Patrylak
Kazymyr Iwanowycz Patrylak, ukr. Казимир Іванович Патриляк, pol. Kazimierz Patrylak (ur. 16 grudnia 1938 w Nagórzanach, zm. 3 kwietnia 2015 w Kijowie) – ukraiński naukowiec pochodzenia polskiego, doktor nauk chemicznych, kierownik Wydziału Katalitycznej Syntezy Instytutu Chemii Bioorganicznej i Petrochemii (IBONCh) w NAN, profesor Narodowego Technicznego Uniwersytetu Politechniki Kijowskiej.

## Życiorys
Urodził się w Nagórzanach na terenie II Rzeczypospolitej jako syn Jana i Marii, jego dziadkami byli Michał i Maria. W 1946 wraz z rodziną został przesiedlony do miejscowości Gaje Roztockie w ówczesnej Ukraińskiej SRR (obecnie rejon zborowski w obwodzie tarnopolskim na Ukrainie). Tam w 1956 ukończył liceum. W 1961 został absolwentem studiów na kierunku technologia nafty i gazu na Politechnice Lwowskiej we Lwowie. W latach 1961–1986 odbył ścieżkę rozwoju w ramach Akademii Nauk USRR od inżyniera do kierownika zakładu. W 1969 uzyskał stopień kandydata nauk, a w 1986 obronił dysertację doktorską. Od 1991 kierownik Wydziału Katalitycznej Syntezy Instytutu Chemii Bioorganicznej i Petrochemii (IBONCh) w Narodowej Akademii Nauk Ukrainy. Pełnił funkcję profesora uczelnianego w Narodowym Technicznym Uniwersytecie Politechniki Kijowskiej w Kijowskim Instytucie Politechnicznym.
Autor ponad 200 publikacji naukowych. Zajmował się heterogennym i heterogennokatalitycznym składem systemów, katalizatorami, w tym opracował szereg krajowych katalizatorów, odkrył zjawisko absorpcji drgań. Uczestniczył w międzynarodowych konferencjach i sympozjach. W 1978 na zlecenie zakładów Piwdenmasz w Dniepropietrowsku opracował prognozę na okres 20 lat w zakresie wydajności materiałów. Po katastrofie elektrowni jądrowej w Czarnobylu w latach 1986-1988 opracował sposoby tłumienia pyłów i ochrony dotkniętych nim obszarów w strefie wyłączonej, co zmniejszyło dziesięciokrotnie poziom promieniowania w jakości powietrza.
W latach 1993–1996 był członkiem rady ekspertów z chemii w Wyższej Komisji Zaświadczeń Ukrainy (WAK). Zasiadł w składzie redakcji czasopism „Kataliza i petrochemia”, „Teoretyczna i eksperymentalna chemia” (wydawane przez NAN Ukrainy) oraz „Naftochemia” (wydawanego przez Rosyjską Akademię Nauk).
Otrzymał trzy medale i dyplomy Komisji rządu ds. likwidacji skutków awarii w czarnobylskiej elektrowni jądrowej, dyplom honorowy Prezydium Narodowej Akademii Nauk Ukrainy, dyplom Rady Najwyższej Ukrainy. Dekretem prezydenta Ukrainy Petra Poroszenki z 8 grudnia 2015 został pośmiertnie wyróżniony Nagrodą Państwową Ukrainy w dziedzinie Nauki i Technologii.
Chemikami zostały także jego żona Nadija i córka Lubow, która m.in. wraz z ojcem publikowała prace naukowe, a w 2008 w wieku 32 lat została najmłodszym doktorem w historii nauk chemicznych Ukrainy. Miał także synów Bohdana i Iwana, doktora historii na Uniwersytecie Kijowskim.

## Publikacje
1. Патриляк К.И. Соединения включения и некоторые проблемы гетерогенных равновесий. – К.: Наукова думка, 1987.
2. Патриляк К.И., Сидоренко Ю.Н., Бортышевский В.А. Алкилирование на цеолитах.- Киев: Наукова думка.- 1991.
3. Patrylak K.I., Taranookha O.M. On the Phenomenon of Oscillations by Adsorption // Zeolites, 1997, v. 18, N1, р. 7-9.
4. Patrylak K.I., Taranookha O.M. New Developments Concerning the Nature of the Zeolites Activity and Isobutane with Butenes Alkylation Mechanism // Preprints, Am. Chem. Soc., Div. Petr. Chem., 1996, v. 41, №4, р. 678-681.
5. Patrylak K.I., Manza I.A., Urusova N.P., Zub Yu.L. On the Possibility of Linear Hexane to Benzene Direct Derydrocyclization over Superacid Catalyst // Preprints, Am. Chem. Soc., Div. Petr. Chem., 1997, v. 42, №4, р. 773-776.
6. Patrylak K.I., Bobonych F.M., Voloshyna Yu.G., Levchuk M.M., Il’in V.G., Yakovenko O.M., Manza I.A., Tsupryk I.M. Ukrainian Mordenite-Clinoptilolite Rocks as a Base for Linear Hexane Isomerization Catalyst // Appl. Catal. A: General, 1998, v. 174, р. 187-198.
7. Patrylak K.I., Taranookha O.M. On the Nature of the Phenomenon of the Oscillatory Adsorption // Adsorpt. Sci. Technol., 1998, v. 16, N 10, p. 867-877.
8. Патриляк К.И., Назарок В.И., Патриляк Л.К., Выпирайленко В.И., Манза И.А., Родэ Г.Г., Храновская В.И., Лихневский Р.В., Яковенко А.Н., Самусь Л.Г. Синтез и изучение катализатора крекинга на основе каолина Просяновского месторождения // Ж. прикл. химии, 1999, т.72, вып. 5, с. 798-803.
9. Патриляк К.И., Бобонич Ф.М., Волошина Ю.Г., Левчук Н.Н., Соломаха В.Н., Яковенко А.Н., Манза И.А., Цуприк И.Н. Изомеризация гексана на катализаторах с природной морденит-клиноптилолитовой основой различного фазового состава // Ж. прикл. химии, 1999, т. 72, вып. 11, с. 1836-1841.
10. Patrylak L.K. Chemisorption of the Lewis bases on zeolites – а new interpretation of the results // Adsorp. Sci. Technol., 1999, v. 17, № 2, р.115-123.
11. Patrylak L. Chemisorption and the Distribution of Acid Y Zeolite Cumene Cracking Products // Adsorp. Sci. Technol., 2000, v. 18, N 5, p. 399-408.
12. Patrylak K.I., Patrylak L.K., Taranookha O.M. Oscillatory Adsorption as the Determinant of the Fluctuating Behaviour of Different Heterogeneous Systems // Adsorp. Sci. Technol., 2000, v. 18, N 1, р. 15-25.
13. Патриляк К.И., Патриляк Л.К., Тарануха О.М., Манза И.А., Яковенко А.В. Особенности протекания некоторых карбоний-ионных реакций на кислотных формах фожазитов // Теоретическая и экспериментальная химия, 2000, т. 36, № 5, с. 313-316.
14. Patrylak K., Patrylak L., Taranookha O. A Unique Oscillatory Phenomenon Revealed by Microweighing Method // Journal of Thermal Analysis and Calorimetry, 2000, v. 62/2, p. 401-406.
15. Patrylak K.I., Bobonych F.M., Voloshyna Yu.G., Levchuk M.M., Solomakha V.M., Patrylak L.K., Manza I.A., Taranookha O.M. Linear Hexane Isomerization over the Natural Zeolite Based Catalysts Depending on the Zeolite Phase Composition // Сatalysis Today, 2001, V. 65, N2-4, p. 129-135.
16. Патриляк К.И., Патриляк Л.К., Манза И.А., Тарануха О.М. О механизме селективной ароматизации гексана до бензола на различных цеолитных катализаторах // Нефтехимия, 2001, т. 41, № 6, с. 417-429.
17. Patrylak L., Likhnyovskyi R., Vypyraylenko V., Leboda R., Skubiszewska-Zieba J., Patrylak K. Adsorption Properties of Zeolite-Containing Microspheres and FCC Catalysts on the Basis of Ukrainian Kaolin // Adsorp. Sci. Technol., 2001, V. 19, N 7, p. 525-540.
18. Патриляк Л.К., Бартош П.И. Особенности механизма алкилирования изобутана бутенами на цеолитных катализаторах // Теоретическая и экспериментальная химия, 2003, Т. 39, №3, с. 172-178.
19. Патриляк Л.К., Манза И.А., Выпирайленко В.И., Коровицына А.С., Лихневский Р.В. Исследование механизма изомеризации гексана с использованием микроимпульсного режима // Теоретическая и экспериментальная химия, 2003, Т. 39, №4, с. 255-259.
20. Патриляк К.И., Бобонич Ф.М., Цупрык И.Н., Бобик В.В., Левчук Н.Н., Соломаха В.Н. О роли экстернальных кислотных центров цеолитной основы Pd-содержащих катализаторов в изомеризации гексана // Нефтехимия, 2003, т. 43, № 6, с. 387-395.